# عصب بين العظمين خلفي
العصبُ بين العظمين الخلفيُّ (بالإنجليزية: Posterior Interosseous Nerve)‏ هو امتداد للفرع العميق من العصب الكعبري، حيث يدخل الذراع من بين ألياف العضلة الباسطة ثم يستمر العصب بعد مروره بالعضلة بالباسطة، ويسمى حينئذ بالعصبِ بين العظمين الأماميِّ. يسير العصب على الغشاء بين العظمين أمام العضلة الطويلة الباسطة لإبهام اليد، حتى يصل إلى الرسغ من الخلف، حيث يكون العصب ما يشبه العقدة العصبية (بالإنجليزية: ganglion)‏، والتي يخرج منها فروع عصبية إلى أربطة ومفاصل رسغ اليد. يزود العصب كافة العضلات الموجودة على الجانب الكعبري (الوحشي، أو البعيد) والخلفي من الساعد، ما خلا العضلات: المرفقية، والعضدية الكعبرية، و الباسطة الكعبرية الطويلة للرسغ.